# Mylagaulidae
Mylagaulidae е праисторическо семейството на гризачите от надсемейство Sciuromorpha. Те са живели през неогена в Северна Америка и Китай. Най-ранният член на семейството е Trilaccogaulus montanensis живял през късния олигоцен преди около 29 милиона години, а най-късният е Ceratogaulus hatcheri – по-рано Epigaulus – за който е установено, че е живял едва през плиоцена, преди около 5 милиона години.

## Родове
подсемейство Promylagaulinae
- род Crucimys
- род Promylagaulus
- род Trilaccogaulus

подсемейство Mesogaulinae
- род Mesogaulus – включва Mylagaulodon

подсемейство Mylagaulinae
- род Alphagaulus
- род Ceratogaulus (Рогат гофер)
- род Hesperogaulus
- род Mylagaulus
- род Pterogaulus
- род Umbogaulus

incertae sedis
- род Galbreathia